# 唐吉田
唐吉田（1968年9月1日—），生于吉林省敦化市，维权律师、社会活动家，现居住北京市，为土地被非法征用受害者、艾滋病受害者、法轮功信仰者、捍卫言论自由、捍卫公民政治权利以及其他弱势群体维权。 由于维权活动受到政治迫害，  2010年，唐吉田被北京市司法局以“扰乱庭审纪律”为由吊销律师营业执照。此后，继续活跃在维权领域。

## 經歷
1968年9月1日，唐吉田出生在东北吉林省敦化市。
1992年，於东北师范大学政治系畢業，分配到延边第二师范学校从事教师工作五年。
1998年，调入延边州检察院从事刑事公诉工作，七年间代理了上百起重大的公诉案件。
2004年，通过律师资格考试。
2005年，辞去公职，先后在上海、深圳、北京、安徽省等地从事律师工作，主要为土地被非法征用受害者、强制拆迁受害者、上访者、三聚氰胺污染受害者等进行维权。接受了多起法轮功案件的辩护，包括河北石家庄法轮功学员黄伟、郝秋艶夫妇非法拘禁；沈阳吴业凤等被控告“利用邪教破坏法律实施”案。2008年，在北京推动北京市律师协会直选工作，被律协宣布为非法，唐吉田律师作为主要发起人被要求离开所在律所。
2008年，签署了《零八宪章》。
2009年5月底，唐吉田在六四事件20週年前夕被北京秘密警察绑架并关押在海淀区玲珑路体育中心4天，后转移到在朝阳区某宾馆继续关押到6月8日才获释放。
2009年4月27日，唐吉田和刘巍律师代理四川公民杨明被控涉嫌“利用邪教组织破坏国家法律实施”案，在泸州市中级人民法院出庭辩护，因辩护权屡遭法官剥夺，愤而退庭。
2010年4月，被北京市司法局以“扰乱法庭秩序”为由吊销律师执业执照。
2010年，被吊销执照之后继续从事社会公共活动、案件的推动和活动策划。2010年主要介入事件有：广西北海白虎头村土地维权系列案。组织围观天津王宇律师被迫害案庭审。与滕彪博士等举行重庆打黑中题硏讨会，向最高法院、最高检察院发出呼吁书。与李和平律师等举办反酷刑北海硏讨会，与江天勇、李方平等律师就高智晟、范亚峰等人遭受酷刑问题进行联署，要求国家充分保障人权。
2011年2月16日，在中国当局打击茉莉花活动中，遭到北京警方黑头套绑架，非法拘禁在北京郊区数个地方，受到剥夺睡眠、长期间吹空调冷风，食物不足，长时间固定姿势、罚站、罚坐、殴打、辱骂和审讯。2011年3月5日被北京警方送回延吉市，体重仅为100斤左右，较非法拘禁前下降了30余斤，并患上肺结核。
2012年，唐吉田返回北京继续从事维权工作。2013年10月16日，前往黑龙江省鸡西市帮助被强迫拘禁在“学习班”的法轮功信徒，被鸡西市国保拘禁，并处以5天行政拘留。10月22日上午8点，唐吉田期满释放。2017年，唐吉田计划到香港求医，但11月11日在深圳罗湖海关被边防人员以“可能危害国家安全”为由拒绝出境。
2021年6月2日，唐吉田準備前往日本探望在日留學卻肺结核病重的女儿，但再度被阻拦。
2021年12月10日，唐吉田在前往欧盟举办的国际人权日活动过程中失踪，直到2022年6月，才传出消息被国保软禁在吉林老家。2023年11月再度被羈押。
2024年2月20日，其女兒唐正琪在日本東京病逝，年仅27歲。唐正琪臨終前由其母、唐吉田前妻刘凤岚陪伴。唐正琪病逝前由於唐吉田被禁止出境，唐吉田依然未能見到女兒最後一面。